# SMS Deutschland (1904)
SMS Deutschland var ett slagskepp av pre-dreadnought-typ i kejserliga tyska flottan. Hon var det första fartyget av fem i Deutschland-klass, som hon bildade tillsammans med SMS Pommern, SMS Hannover, SMS Schlesien och SMS Schleswig-Holstein. Hennes huvudbestyckning utgjordes av fyra 28 cm kanoner i två dubbeltorn, ett i fören och ett i aktern, och den sekundära bestyckningen av fjorton 17 cm kanoner i kasematter midskepps. Deutschland byggdes på varvet Germaniawerft i Kiel och sjösattes den 19 november 1904. Den 3 augusti 1906 levererades hon till marinen. Från 1906 till 1913 var Deutschland flaggskepp för den tyska högsjöflottan. Tillsammans med de andra fartygen i sin klass deltog hon i Skagerrakslaget mot den brittiska flottan 31 maj-1 juni 1916. Följande år degraderades hon till kasernfartyg och hela bestyckningen togs bort. Deutschland utrangerades den 25 januari 1920 och såldes 1921 som skrot.